# Lamprolobium grandiflorum
Lamprolobium grandiflorum är en ärtväxtart som beskrevs av Rodney John Francis Henderson. Lamprolobium grandiflorum ingår i släktet Lamprolobium och familjen ärtväxter. IUCN kategoriserar arten globalt som starkt hotad. Inga underarter finns listade i Catalogue of Life.